# Diocesi di Tucca Terebentina
La diocesi di Tucca Terebentina (in latino Dioecesis Thuccensis Terebenthina) è una sede soppressa e sede titolare della Chiesa cattolica.

## Storia
Tucca Terebentina, identificabile con Henchir-Dougga nell'odierna Tunisia, è un'antica sede episcopale della provincia romana di Bizacena.
Incerta è l'identificazione dei vescovi per questa sede, a causa dell'omonimia con altre sedi africane dal nome simile (Tucca di Mauritania, Tucca di Numidia, Tugga di Proconcolare) e per le diverse opinioni espresse dagli autori.
L'unico vescovo che si potrebbe attribuire a Tucca Terebentina è il donatista Pascasio, che prese parte alla conferenza di Cartagine del 411, che vide riuniti assieme i vescovi cattolici e donatisti dell'Africa romana; la sede in quell'occasione non aveva un vescovo cattolico. Secondo Mesnage, Pascasio potrebbe appartenere anche alla diocesi di Tugga di Proconcolare, cosa che porterebbe perciò ad escludere che Tucca Terebentina sia stata una sede episcopale. Anche Mandouze assegna Pascasio alla diocesi di Tugga di Proconcolare; nel suo studio prosopografico nessun altro vescovo è indicato per la diocesi di Tucca Terebentina.
Al concilio di Cartagine convocato il 1º settembre 256 da san Cipriano per discutere della questione relativa alla validità del battesimo amministrato dagli eretici, presero parte due vescovi di Tucca, Saturnino e Onorato, che figurano rispettivamente al 52º e al 77º posto nelle Sententiae episcoporum. Toulotte attribuisce Saturnino alla diocesi di Tucca Terebentina e Onorato a quella di Tugga di Proconcolare, benché consapevole che non ci siano prove per assegnare questi due vescovi all'una o all'altra diocesi. Mesnage invece attribuisce Saturnino alla diocesi di Tugga di Proconcolare e Onorato a quella di Tucca di Mauritania; in ogni caso, secondo questo autore, nessuno dei due apparteneva a Tucca Terebentina.
Dal 1933 Tucca Terebentina è annoverata tra le sedi vescovili titolari della Chiesa cattolica; dal 19 gennaio 2002 il vescovo titolare è Gerardo Antonio Žerdín Bukovec, O.F.M., vicario apostolico di San Ramón.

## Cronotassi

### Vescovi residenti
- Saturnino o Onorato ? † (menzionato nel 256)
- Pascasio ? † (menzionato nel 411) (vescovo donatista)

### Vescovi titolari
- André Lefèbvre, S.I. † (29 novembre 1967 - 15 settembre 1976 dimesso)
- Pío Bello Ricardo, S.I. † (23 maggio 1977 - 31 gennaio 1981 nominato vescovo di Los Teques)
- Luis Sáinz Hinojosa, O.F.M. † (8 maggio 1982 - 24 febbraio 1987 nominato arcivescovo di La Paz)
- Gerardo Antonio Žerdín Bukovec, O.F.M., dal 19 gennaio 2002